# Partoș
Partoș – wieś w Rumunii, w okręgu Temesz, w gminie Banloc. W 2011 roku wieś zamieszkiwało 371 osób.
Wieś położona jest tylko 2,15 km od granicy z Serbią.